# Johann Ernst (Regenstein)
Graf Johann Ernst von Regenstein (* 29. Oktober 1596 in Blankenburg (Harz); † 9. Juli 1599 in der Grafschaft Solms) war der letzte Graf von Regenstein und Abt des Klosters Michaelstein bei Blankenburg (Harz).

## Leben
Er stammte aus dem Geschlecht der Grafen von Regenstein und war der Sohn des regierenden Grafen Martin von Regenstein. Nach dem Tod des Vaters 1597 übernahm er unter Vormundschaft die Regierung in der Grafschaft Regenstein. Gleichzeitig wurde er Abt des Klosters Michaelstein. Johann Ernst starb noch vor Vollendung seines dritten Lebensjahres in der Grafschaft Solms, wohin er mit seiner Mutter gezogen war, wodurch das Grafenhaus Regenstein und Blankenburg in männlicher Linie erlosch.